# Grímnismál

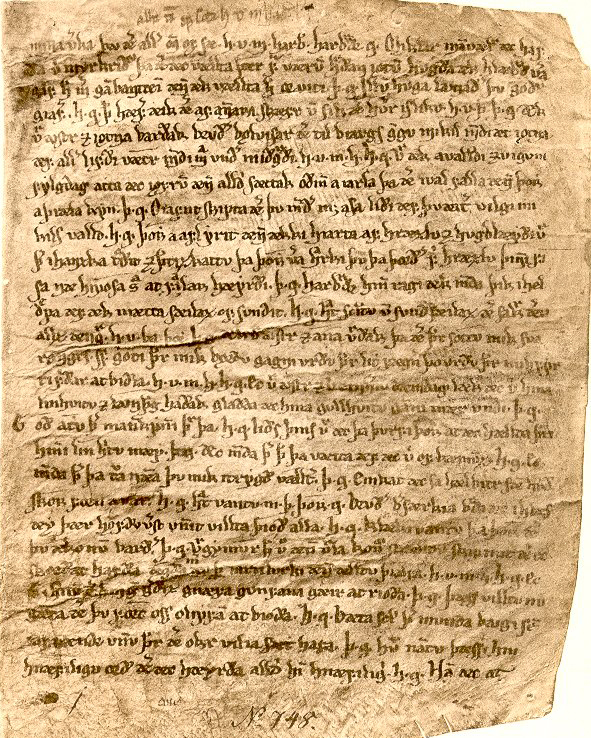
Página del manuscrito Grímnismál.

Grímnismál (en nórdico antiguo: Los dichos de Grímnir) es uno de los poemas mitológicos de la Edda poética. Fue preservado en el manuscrito del Codex Regius y en el fragmento AM 748 I 4.º. Se narra a través de Grímnir, una de las muchas formas que adoptó el dios Odín, el cual, debido a un error, fue torturado por el rey Geirröd. Esto fue un error fatal ya que Odín provocó la muerte del rey, que cayó sobre su propia espada.
La obra comienza con una larga sección en prosa describiendo las circunstancias que conducen al monólogo de Grímnir, el cual abarca 54 estrofas en verso poético. La última parte del poema está también en prosa, es una breve descripción de la muerte de Geirröd, la ascensión de su hijo, y la desaparición de Odín. Se debe tener en cuenta que las secciones en prosa muy probablemente no formaran parte de las versiones orales originales de Grímnismál.

## Sinopsis

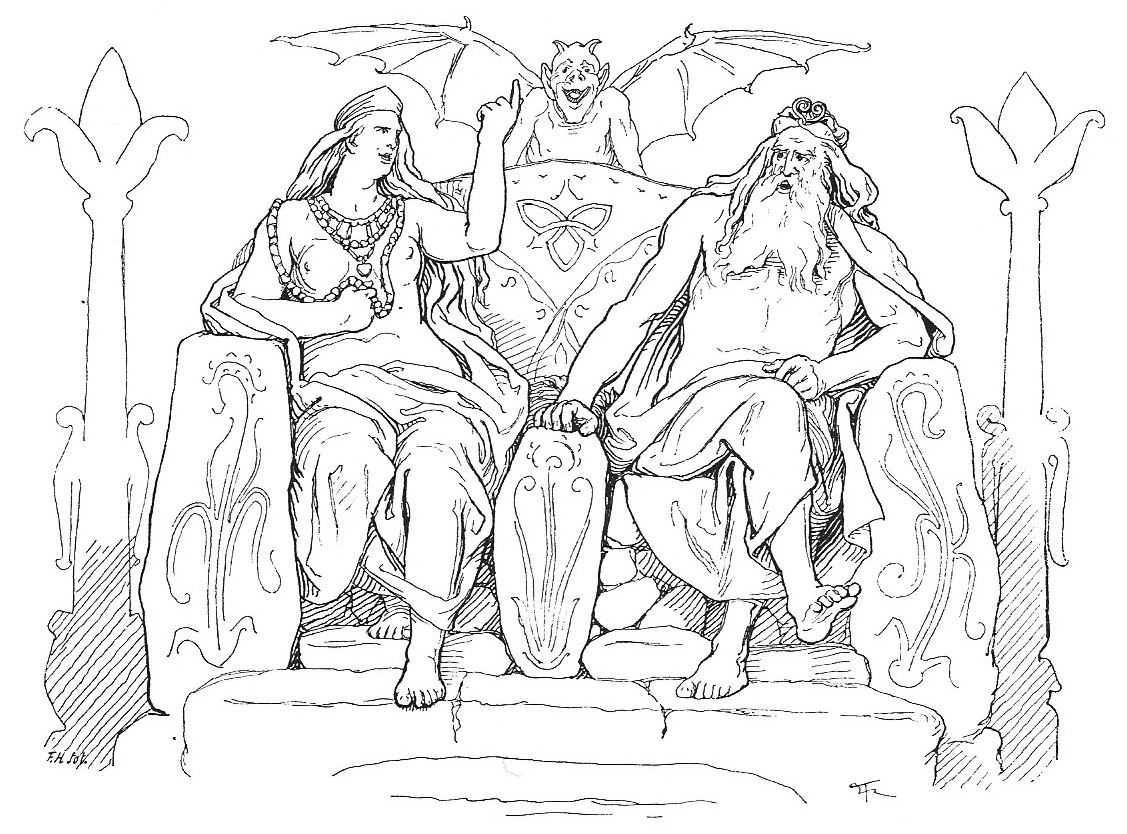
Ilustración de Lorenz Frølich para la traducción danesa de Karl Gjellerup de los Edda (Den ældre Eddas Gudesange, 1895): Frigg y Odín en el trono Hliðskjálf.

La narrativa comienza en el punto en que Odín y su esposa Frigg, sentados en Hliðskjálf, miran sobre los mundos. Tornan sus ojos hacia el rey Geirröd, quien reinaba en las tierras de su difunto padre, el rey Hrauthung. Geirröd y su hermano mayor Agnar habían sido criados por Odín y Frigg, respectivamente. El dios y la diosa se disfrazaron como un pastor y su esposa, y enseñaron a los niños con sabiduría. Geirröd regresó al reino de su padre donde se convirtió en rey tras la muerte de este, mientras que Agnarr habitó en compañía de una giganta en una cueva.
En Hliðskjálf, Odín comentó a Frigg que su hijo de la escarcha, Geirröd, parecía ser más próspero que el que había criado ella, Agnarr. Frigg le replicó que Geirröd era tan mezquino y tan poco hospitalario que torturaría a sus invitados si consideraba que eran demasiados. Odín le disputó esto, y la pareja apostó al respecto. Frigg envió a su doncella Fulla a Geirröd, para que le advirtiera de que un mago pronto entraría en su corte para hechizarlo, y que lo podría reconocer por el hecho de que ningún perro tendría la fiereza suficiente como para atacarlo.
Geirröd prestó atención a la falsa advertencia de Fulla. Ordenó a sus hombres que capturaran al hombre a quienes los perros no se atrevieran a atacar; y eso hicieron. Odín disfrazado como Grímnir, vestido con una capa azul oscuro, permitió ser capturado. Dijo que su nombre era Grímnir, pero que no diría nada más acerca de él.
Entonces Geirröd lo torturó para forzarlo a hablar, colocándolo entre dos fuegos por ocho noches. Luego de este tiempo, el hijo de Geirröd, Agnarr, llamado así en honor a su tío, llegó hasta Grímnir y le dio un cuerno lleno para que bebiera, diciendo que su padre, el rey, no había hecho lo correcto en torturarlo.
Grímnir entonces habló a Agnarr, a quien había profetizado que sería el señor de los godos, diciéndole que había sufrido por ocho días y noches, sin socorro alguno. Luego se reveló como quien en realidad era, como el Altísimo, prometiendo que lo recompensaría por la bebida que le había llevado.
En el cuerpo del poema, Odín describe en gran extensión la cosmogonía de los mundos, los lugares habitados y sus habitantes, y habla sobre sí mismo y las muchas apariencias que había adoptado.
Finalmente, se vuelve sobre Geirröd y le promete mala fortuna, revelando su verdadera identidad. Geirröd en ese momento se da cuenta de la magnitud de su error. Habiendo comprendido lo que había hecho, decide enmendar su error, se levanta rápidamente para retirar a Odín del fuego, pero la espada que tenía sobre la rodilla se desliza y cae debajo de él, entonces tropieza y se empala a sí mismo. Luego Odín desapareció, y Agnarr, el hijo del rey, gobernó en las tierras de su padre.